# نقابية فاشية
النِقابية الفاشية (بالإنجليزية: Fascist syndicalism، وهي أيضًا متعلقة بالنقابية القومية) حركة سندكالية تجارية (سندكالية تعني نقابة عمال باللغة الفرنسية) انبثقت عن الحركة النقابية الثورية قبل الحرب العالمية الثانية بقيادة إدموند روسوني، وسيرجيو بانونزيو، وأي.أو أوليفيتي، وميشيل بيانكي، وألسيستي دي أمبريس، وباولو أورانتو، وماسيمو روكا، وغويدو بيغيتي، بتأثيرٍ من جورج سيرويل، الذي اعتُبر «ميتافيزيقي» الحركة النقابية". يختلف النقابيون الفاشيون عن أشكال الفاشية الأخرى من حيث أنهم يفضلون على العموم الصراع الطبقي، وسيطرة العمال على المصانع والعداء تجاه الصناعيين، مما دفع المؤرخين إلى النظر إليهم من عدسة "المثاليين الفاشيين اليساريين«الذين» يختلفون جذريًا عن الفاشيين اليمينيين."  يُعتبر روسوني بشكلٍ عام أحد النقابيين الفاشيين الأكثر تطرفًا في إيطاليا، وكان "المؤيد الأكبر للنقابية الفاشية"، فضلًا عن سعيه إلى غرس "الصراع الطبقي «في القومية».

## من النقابية الثورية إلى النقابية القومية
أيّد جورج سيرويل، الذي يُعتبر من قبل البعض «أبو» النقابية الثورية أو على الأقل «الشخصية الرائدة بين النقابيين الفرنسيين»، النقابات العمالية المناضلة من أجل مكافحة التأثيرات المفسدة الناجمة عن السياسة والأحزاب البرلمانية، حتى لو كان المشرعون معروفون باتباعهم الاشتراكية. بصفته ماركسيًا فرنسيًا وقف بالتزامن بجانب لينين، والبلشفية، وموسوليني في أوائل عشرينيات القرن العشرين، روج سيرويل لقضية البروليتاريا (طبقة العمال) في الصراع الطبقي، «والاستقطاب الكارثي» الذي كان ينشأ عن صناعة الأساطير الاجتماعية للإضرابات العامة. كان الهدف من النقابية هو تنظيم الإضرابات من أجل القضاء على الرأسمالية، وذلك ليس من أجل استبدالها باشتراكية الدولة، بل من أجل بناء مجتمعٍ ينتمي فيه المنتجون إلى الطبقة العاملة، الأمر الذي اعتبره سيرويل «ركنًا جوهريًا» من أركان الماركسية.
في كتابه الذي نُشر عام 1908، تأملاتٌ في العنف، قدم سيرويل تبريرًا للنقابيين في محاولة لتنظيم العمال في الانتفاضات العنيفة، من أجل إقناع العمال بألا يخجلوا من أعمال العنف، وأنهم يجب أن يحتقروا «السياسة، والجمهورية وحب الوطن». إن المغزى من كلام سيرويل هو أنه يمكن تفسير الصراع الطبقي الماركسي على أنه أمر جيد وبطولي ويصب في «مصلحة الحضارة الأزلية». انضم العديد من الاشتراكيين الأوروبيين إلى صفوف النقابيين الثوريين، بما فيهم بينيتو موسوليني، الذي زعم باستسلامه للنقابية الثورية في عام 1904، مشيرًا إلى حدوث ذلك أثناء إضراب عام، على الرغم من حقيقة انضمامه إلى النقابية قبل ذلك الوقت.
بحلول عام 1909، أصيب سيرويل بخيبة أمل إزاء السياسات المساومة التي اتبعها البرلمانيون الاشتراكيون، والحركة نحو الاشتراكية الديمقراطية وانحطاط طبقة البروليتاريا التي أغراها «سراب المنافع الاقتصادية الهائلة». فمن وجهة نظر سيرويل، لم تكن البروليتاريا تستجيب لتوقعاته في التغيير الثوري ولا لأحلام «ملحمة ماركس العظيمة». دفعت إعادة النظر في الماركسية سيرويل إلى تبني حكمة بينتيدو كروتشة بأن «الاشتراكية قد ماتت». في تلك الفترة، اعتُبرت العديد من انتقادات سيرويل وكتاباته عن الاشتراكية ردًأ على «أزمة الماركسية» العميقة. وبحسب ما قال أنطونيو لابريولا، فقد شرح الأمر بتفصيلٍ وحماس وحوّل هذه «الأزمة إلى أزمةٍ اشتراكية».
في نظر سيرويل، كانت نزاهة وعقلية الماركسية في انحلال، وبدا كما لو أن «البروليتاريا البطولية» غير موجوده أو أن «النفعية قد أفسدتها حالها حال البرجوازية». وفقًا لسيرويل، فإن سلطة الحكومات الديمقراطية الجمهورية كانت تحطّ من شأن مبادرة الطبقة العاملة الثورية الأمر الذي أجبره على البحث عن بدائل أخرى، بما فيها القومية، ولكن بشرط أن تكون خالية من الملكيّانية. ومن أجل حل أزمة الاشتراكية هذه، غير سيرويل توجهه نحو الاشتراكية المناهضة للديمقراطية التي تشتمل على القومية المتطرفة، مع استمرارية تمسكه بدعم المصانع المملوكة من قبل العمال، ولكن في ظل ماركسية هرطوقية مُجردة من «جوهرها المادي والعقلاني».